# Tachina glabrata
Tachina glabrata là một loài ruồi trong họ Tachinidae.